# Little Bit…
『Little Bit…』（リトル・ビット…）は、WANDSの3枚目のアルバム。当作品は規格上はミニアルバムだが、公式サイトでは3rdアルバムとされているので、ここでは公式通りにする。

## 概要
ヒットシングル2曲と、4thシングル「時の扉」のカップリング曲を含む全7曲収録のミニアルバム。前作から僅か半年の短いインターバルでリリースされた。
ジャケット写真は東京駅八重洲口赤レンガ側で撮影された。撮影された時間は早朝の6時頃である。
WANDSが東芝EMI在籍時にリリースした最後の作品で、この後B-Gram RECORDSに移籍している。これにともなって本作は廃盤となり、B-Grams RECORDSから再発盤（発売日は1994年4月1日）がリリースされた。
後に本作のアウトテイクである「恋せよ乙女 -Remix-」が『SINGLES COLLECTION+6』に、「君が欲しくてたまらない 〜 WANDS Version 〜」（原曲：ZYYG）が『complete of WANDS at the BEING studio』に収録された。

## 売上記録
日本レコード協会の集計では前作に引き続きミリオンヒットを達成した。

## 批評
| 専門評論家によるレビュー | 専門評論家によるレビュー |
| レビュー・スコア         | レビュー・スコア         |
| 出典                     | 評価                     |
| ------------------------ | ------------------------ |
| CDジャーナル             | 肯定的                   |

CDジャーナルは、「すでにチャートを賑わしている、説明不要の“平成のスペクター・サウンド”7曲入り(ミニ)アルバム。シングル・ヒット3曲の基本路線プラス4曲で構成されているため『もうちょっと聴きたい』気にさせる。コレが次への期待を膨らませるミソなのかしら。」と批評した。

## 収録曲
| 全作詞: 上杉昇。 |                                  |           |            |            |      |
| #                | タイトル                         | 作詞      | 作曲       | 編曲       | 時間 |
| 1.               | 「天使になんてなれなかった」     | 上杉昇    | 柴崎浩     | 葉山たけし | 5:13 |
| 2.               | 「恋せよ乙女」                   | 上杉昇    | 大島康祐   | 葉山たけし | 3:31 |
| 3.               | 「DON'T CRY」                    | 上杉昇    | 川島だりあ | 葉山たけし | 4:55 |
| 4.               | 「君にもどれない」               | 上杉昇    | 柴崎浩     | 葉山たけし | 3:29 |
| 5.               | 「声にならないほどに愛しい」     | 上杉昇    | 織田哲郎   | 明石昌夫   | 4:18 |
| 6.               | 「Little Bit…」                  | 上杉昇    | 柴崎浩     | 葉山たけし | 4:50 |
| 7.               | 「愛を語るより口づけをかわそう」 | 上杉昇    | 織田哲郎   | 明石昌夫   | 4:29 |
| 合計時間:        | 合計時間:                        | 合計時間: | 合計時間:  | 30:45      |      |

## 楽曲解説
- シングル収録曲の詳細は、各項目を参照。

1. 天使になんてなれなかった
  - ベスト・アルバム『SINGLES COLLECTION+6』にも収録された。
  - 2025年に発売されたミニ・アルバム『TIME STEW』に「天使になんてなれなかった [WANDS第5期ver.]」として収録された[2]。
2. 恋せよ乙女
6thシングル。
3. DON'T CRY
  - アルバム曲だが、PVが制作されている。上杉はこの曲を作れたことがアルバムの制作で1番大きかったと語っている[3]。
  - ベスト・アルバム『BEST OF WANDS HISTORY』にも収録された。
4. 君にもどれない
5. 声にならないほどに愛しい
  - 上杉が作詞を提供したMANISHのシングル曲のセルフカバーで、4thシングル「時の扉」のカップリング曲。
  - 本作ではギターソロがシングルとは異なる。
  - 大黒摩季による高音のコーラスが追加されている。
6. Little Bit…
7. 愛を語るより口づけをかわそう
  - 5thシングル。
  - 後に作曲した織田が、1993年に発売されたアルバム『Songs』でセルフカバーしている。

## 参加ミュージシャン

### WANDS
- Vocal：上杉昇
- Guitar：柴崎浩
- Keyboards：木村真也

### ゲストミュージシャン
- Chorus：川島だりあ (#3)
- Chorus：大黒摩季 (#5)
- Chorus：大田紳一郎 from BAAD (#4)